# Nicolas Stoskopf
Nicolas Stoskopf, né le 10 avril 1951 à Paris 15e, est un historien français, professeur des universités à l'Université de Haute Alsace. Il est spécialiste de l'histoire contemporaine de la France, notamment d'histoire des entreprises (banque et industrie), d'histoire du patronat, et d'histoire de l'Alsace. Il est le fils de Charles-Gustave Stoskopf et le petit fils de Gustave Stoskopf.

## Carrière
Après avoir enseigné l'histoire-géographie dans l'enseignement secondaire, Nicolas Stoskopf devient maître de conférences à l'Université de Haute Alsace en 2000, puis professeur des universités en 2006. Il y dirigea le département d'histoire de 2003 à 2005, puis le centre de recherche sur les économies, les sociétés, les arts et les techniques (CRESAT) de 2005 à 2012.
Il a également été chargé de recherches à l'institut d'histoire du monde contemporain du CNRS de 1995 à 1997, et chargé de cours à l'Institut d'études politiques de Strasbourg de 1995 à 2006.

## Publications

### Ouvrages
- Cent ans d’histoire de la Société des amis des universités de l’académie de Strasbourg, 1920- 2020, Strasbourg, Presses universitaires de Strasbourg, 2020 (en col. avec Michel Hau et Antoine Latham).
- Les Hatt, une dynastie de brasseurs strasbourgeois de 1664 aux années 1980, Pontarlier, Vandelle éditions, 2018.
- Le Train, une passion alsacienne (1839-2012), Strasbourg, Vent d’Est, 2012.
- 150 ans du CIC (1859-2009), tome 1 : Une audace bien tempérée. ; tome 2 : Un album de famille, Paris, Éditions La Branche, 2009  (ISBN 978-2-35306-038-2).
- Université de Haute-Alsace, La longue histoire d’une jeune université, Strasbourg, La Nuée Bleue, 2005.
- Les Dynasties alsaciennes du XVIIe siècle à nos jours, Paris, Perrin, 2005 (avec Michel Hau)
- Les Patrons du Second Empire, t. 7, Banquiers et financiers parisiens, Paris, Picard-Cenomane, 2002.
- Les Patrons du Second Empire, t. 4, Alsace, Paris, Picard-Cenomane, 1994.
- La Fabrique de produits chimiques Thann et Mulhouse, histoire d'une entreprise de 1808 à nos jours, Strasbourg, La Nuée Bleue, 1991 (en col. avec Marc Drouot et André Rohmer).
- La Petite Industrie dans le Bas-Rhin de 1810 à 1870, Strasbourg, Oberlin, 1987[3] (directeur de thèse Bernard Vogler).

### Publications de documents
- Gustave Stoskopf, Un étudiant alsacien à Paris (1887-1894), Strasbourg, Éditions du Signe, 2019.
- Amélie Weiler[4], Fragments du journal d’Amélie (Strasbourg, 1840-1857), Strasbourg, Éditions de la Zorn, 2018
- Marie-Joseph Bopp, Ma Ville à l’heure nazie, Colmar, 1940-1944, Strasbourg, La Nuée Bleue, 2004, (en col. avec Marie-Claire Vitoux).
- Amélie Weiler, Journal d'une jeune fille mal dans son siècle, Strasbourg, La Nuée Bleue, 1994 (lien vidéo : https://www.youtube.com/watch?v=Tv4gKMDW9EI)

## Distinctions
- Chevalier de l'ordre national du Mérite le 22 novembre 2017[5]

- Chevalier de l'ordre des Palmes académiques en 2008[6]

- Prix Corbay de l'Académie des sciences morales et politiques en 2005 (avec Michel Hau)[7]

- Prix du livre d'histoire de Verdun en 2005

- Prix d'histoire de la fondation Napoléon en 2003

- Prix de la Décapole en 1995[8]

### Emissions radio
- France Inter : la marche de l'histoire - Emission du 8 avril 2013
- France Culture : entendez-vous l'éco ? Emission du 3 décembre 2020
- France Culture : entendez-vous l'éco ? Emission du du 17 décembre 2018

### Autres interviews
- BNP Paribas sur YouTube : Le Comptoir d'escompte de Mulhouse : les racines alsaciennes de BNP Paribas
- DNA sur Dailymotion : 3 questions à Nicolas Stoskopf